# Eric Weddle
Eric Steven Weddle (* 4. Januar 1985 in Fontana, Kalifornien) ist ein ehemaliger US-amerikanischer American-Football-Spieler in der National Football League (NFL). Er bestritt als Safety neun Spielzeiten für die San Diego Chargers, drei für die Baltimore Ravens und stand zuletzt bei den Los Angeles Rams unter Vertrag, mit denen er den Super Bowl LVI gewann.

## College
Weddle, der in der Highschool auch noch Basketball, Baseball und Fußball spielte, besuchte die University of Utah und spielte für deren Mannschaft, die Utes, äußerst erfolgreich College Football. Er bekleidete verschiedene Positionen in der Secondary, wobei er in 48 Spielen insgesamt 277 Tackles setzen, 10 Sacks erzielen und 23 Pässe verhindern konnte. Außerdem gelangen ihm 18 Interceptions. Darüber hinaus kam er auch vereinzelt in der Offense, wo er 6 seiner insgesamt 9 Touchdowns erzielte bzw. auch als Holder und fallweise als Punter zum Einsatz.

## NFL

### San Diego Chargers
Weddle wurde beim NFL Draft 2007 in der zweiten Runde als 37. von den San Diego Chargers ausgewählt. In seiner Rookie-Saison kam er in 15 Spielen zum Einsatz, seit seiner zweiten Spielzeit war er permanent als Starting Strong Safety aufgeboten. 2009 konnte er im Spiel gegen die Miami Dolphins seinen ersten Touchdown erzielen. In der Saison 2011 gelangen ihm sieben Interceptions und führte damit gemeinsam mit Charles Woodson und Kyle Arrington die einschlägige Liga-Statistik an.
Obwohl Weddle über Jahre die bestimmende Persönlichkeit in der Defense der Chargers war, kam es in der Spielzeit 2015 zunehmend zu Unstimmigkeiten. So wurde er etwa mit einer Geldstrafe von 10.000 US-Dollar belegt, als er ohne Erlaubnis in der Pause an der Seitenlinie blieb, um seiner Tochter, die als Nachwuchs-Cheerleader die Halftime Show bestritt, zuzusehen und so der taktischen Besprechung fernblieb. Wenig später wurde er gegen seinen Willen auf die Injured Reserve List gesetzt.

### Baltimore Ravens
Im März 2016 unterschrieb er bei den Baltimore Ravens einen Vierjahresvertrag über 29 Millionen US-Dollar.
Nach seiner ersten Saison in Baltimore wurde er wegen seiner guten Leistungen zum bereits fünften Mal in den Pro Bowl berufen. Am 5. März 2019 wurde er von den Ravens entlassen.

### Los Angeles Rams
Nur drei Tage nach der Entlassung bei den Ravens wurde bekannt, dass Weddle einen Zweijahresvertrag bei den Los Angeles Rams unterzeichnet habe. Nach der Saison 2019 erklärte Weddle am 6. Februar 2020 sein Karriereende.
Im Januar 2022 kehrte Weddle aus dem Ruhestand zurück, um sich für die Play-offs den Los Angeles Rams anzuschließen, bei denen mit Jordan Fuller und Taylor Rapp beide etatmäßigen Spieler auf der Position des Safeties ausgefallen waren. Er gewann mit dem Team den Super Bowl LVI, in dem Los Angeles die Cincinnati Bengals mit 23:20 besiegte.